# Louis Antoine de Saint-Just
Louis Antoine Léon de Saint-Just, född 25 augusti 1767 i Decize, död 28 juli 1794 i Paris, var en fransk militär ledare, revolutionspolitiker och Maximilien Robespierres närmaste medarbetare. Saint-Just föddes som son till en kavalleriofficer och en tjugo år yngre kvinna och blev tidigt i sitt liv känd som en bråkstake. Vid tjugo års ålder stal han en större mängd pengar av sin mor och begav sig till Paris, där han emellertid blev tagen av polisen då modern anmält honom. Han hamnade på en anstalt där han författade en längre satirisk dikt om en Antoine Organt, vilken publicerades anonymt två år senare. 
Efter revolutionen tog Saint-Just värvning i Nationalgardet och steg snabbt i rang, ökänd för sin hänsynslösa disciplin. 1792 valdes Saint-Just till ledamot av välfärdsutskottet, och med sina 25 år blev han därmed den yngste som valts in i församlingen.  Saint-Justs militära karriär fortsatte parallellt med den politiska, och i juni 1794 deltog han i slaget vid Fleurus. Emellertid föll han tillsammans med sin mentor Robespierre snart i onåd, och de båda avrättades slutligen under thermidorkrisen.
Saint-Just intog under hela sitt liv en stoisk attityd till tillvaron.[källa behövs]